# Club Atlético Boston River
Il Club Atlético Boston River, noto semplicemente come Boston River, è una società calcistica di Las Piedras, in Uruguay.

## Rosa 2020
| N. |                    | Ruolo | Calciatore        |
| -- | ------------------ | ----- | ----------------- |
| 2  | Uruguay (bandiera) | D     | Nicolás Barán     |
| 3  | Brasile (bandiera) | D     | Petróleo          |
| 4  | Uruguay (bandiera) | D     | Ismael Tejería    |
| 4  | Uruguay (bandiera) | D     | Guillermo Fratta  |
| 5  | Uruguay (bandiera) | C     | Santiago Arias    |
| 6  | Uruguay (bandiera) | D     | Leandro Lozano    |
| 7  | Uruguay (bandiera) | C     | Wiston Fernández  |
| 8  | Uruguay (bandiera) | A     | Brian Leis        |
| 9  | Uruguay (bandiera) | A     | Matías Rigoleto   |
| 10 | Uruguay (bandiera) | C     | Robert Flores     |
| 11 | Uruguay (bandiera) | A     | Facundo Rodríguez |
| 12 | Uruguay (bandiera) | P     | Santiago Silva    |
| 13 | Uruguay (bandiera) | A     | Sebastián Abreu   |
| 14 | Uruguay (bandiera) | C     | Diego Gurri       |
| 14 | Uruguay (bandiera) | A     | Marcelo Tapia     |
| 15 | Uruguay (bandiera) | C     | Nicolás Freitas   |

| N. |                      | Ruolo | Calciatore         |
| -- | -------------------- | ----- | ------------------ |
| 16 | Uruguay (bandiera)   | C     | José Alberti       |
| 17 | Uruguay (bandiera)   | C     | Agustín Nadruz     |
| 18 | Uruguay (bandiera)   | A     | Bruno Barja        |
| 20 | Uruguay (bandiera)   | D     | Pablo Álvarez      |
| 21 | Uruguay (bandiera)   | P     | Gonzalo Falcón     |
| 22 | Uruguay (bandiera)   | P     | Mauricio Fratta    |
| 23 | Uruguay (bandiera)   | D     | Carlos Valdez      |
| 24 | Argentina (bandiera) | D     | Pedro Silva        |
| 26 | Uruguay (bandiera)   | C     | Luciano Olaizola   |
| 27 | Uruguay (bandiera)   | C     | Diego Romero Lanz  |
| 28 | Uruguay (bandiera)   | C     | Enzo Larrosa       |
|    | Uruguay (bandiera)   | A     | Agustín Dávila     |
|    | Argentina (bandiera) | A     | Fernando Maldonado |
|    | Venezuela (bandiera) | D     | Andrés Maldonado   |
|    | Venezuela (bandiera) | D     | Alejandro Mitrano  |

## Palmarès

### Competizioni nazionali
- Segunda División Amateur de Uruguay: 1

2006
- Divisional Extra de Fútbol de Uruguay: 1

1956

### Altri piazzamenti
- Campionato uruguaiano:

Terzo posto: 2024
- Copa Uruguay:

Semifinalista: 2024
- Segunda División Profesional de Uruguay:

Terzo posto: 2015-2016